# Equisetum fluviatile
Equisetum fluviatile, é uma espécie de planta pertencente a divisão Monilophyta